# Andresito Artigas
Andresito Artigas (castellà: Andresito Guacurarí)  (Santo Tomé, 30 de novembre de 1778 - Rio de Janeiro, 1821), Andrés Guazurarí, Andrés Guasurarí o Andrés Guaçurarí y Artigas, conegut com a Comandant Andresito, va ser un militar i cabdill guaraní missioner.
Va ser un dels primers cabdills federals de les Províncies Unides del Riu de la Plata en la Història de l'Argentina. D'origen guaraní, va governar entre 1815 i 1819 la Província Grande de Las Missiones, de la qual l'actual província argentina homònima és només un romanent. Va ser un dels més fidels col·laboradors del general de la Banda Oriental (actual Uruguai) José Gervasio Artigas, qui el va apadrinar i el va adoptar com a fill; permetent signar com Andrés Artigas.

## Escriptura del seu cognom
En portuguès, el cognom del comandant Andresito s'escriu Guaçurari (amb c trencada o ç) i es pronuncia [guasú rarí]. En guaraní, la paraula guasú rari significa «cérvol esquerp» (sent guasú: «cérvol», i «rari»: esquerp). No obstant això, s'han comès diversos errors amb aquest cognom: 
- la manca de titlla en l'última síl·laba fa que sembli una paraula greu o plana; i
- alguns confonen la ç portuguesa amb una c castellana.

Llavors, el cognom s'ha transcrit moltes vegades (tant a l'Argentina, el Paraguai com a l'Uruguai) com «Guacurarí» pronunciant-lo molts de manera errònia [guakurári]. No obstant això, en els monuments de Santo Tomé (Corrientes) i Posadas, seu cognom està escrit de dues maneres en cadascun, i una d'aquestes maneres en cada monument és «Guasurarí». A més, diverses persones ho pronuncien correctament [guasú-Rari]. No obstant això, davant el repetit i estès error de pronunciació correcta del cognom guaraní d'Andresito, el nom i cognom del comandant Andresito poden veure's escrits de diverses maneres:
- Andrés Guaçurary y Artigas.[3]
- Andrés Guaçurarí.
- Andrés Guasurarí (monument en Santo Tomé, Corrientes).
- Andrés Guazurarí (monument en Posadas, Misiones).
- Andrés Guacurarí (sic, per Guazurarí).
- Andrés Guacurari (sic, per Guazurarí).
- Andrés Guacararí (sic, per Guazurarí).[4]
- Andrés Guacarari (sic, per Guazurarí).[3][5][6][7]
- «Artiguinhas» (amb el sentit de «fill d'Artigas», nom que li donaven el seus subordinats brasilers).[8]
- Andrés Tacuarí, nom que li donaven els seus enemics lusobrasilers.[3]
- Andrés Tacuari [sic, per Tacuarí], nom que li donaven els seus enemics lusobrasilers.

## Els seus llinatges
Andrés Guazurarí té indiscutibles llinatges indígenes, ja siguin guaranís o d'alguna altra ètnia «guaranizada» culturalment, però es considera que també posseeix (cosa comuna en la seva regió natal i en la seva època) algun llinatge europeu. Per la seva banda es coneix que va estar successivament unit a dues dones: Melchora Guazurú (La Melchora Guaçurú) i després Benedicta Blanco.

## Biografia

### El seu inici en la guerra de la Independència
Va néixer en la reducció jesuítica de Santo Tomé (en l'actual província argentina de Corrientes) en la Governació de Misiones, que pertanyia al Virregnat del Riu de la Plata (que s'havia creat dos anys abans, el 1776) pertanyent a l'Imperi Espanyol. Alguns historiadors afirmen que podria haver nascut a San Francisco de Borja (actual ciutat brasilera de São Borja), que es troba enfront de la ciutat argentina de Santo Tomé. Era de família guaraní, el que (de no haver intervingut Artigas) ho hagués exclòs de l'oficialitat de l'època.
Continuador de les lluites que van tenir, entre d'altres exponents a José Sepé Tiarayú, el protagonisme històric d'Andrés Guazurarí s'inicia quan en 1811 es va sumar a les tropes de Manuel Belgrano en l'intent de l'expedició per alliberar el Paraguai dels realistes. Després va acompanyar a Belgrano fins a la Banda Oriental amb el mateix objectiu, però a l'ésser desplaçat Belgrano de la direcció de les tropes i ser suplantat per l'unitari José Rondeau, Guazurarí va decidir adherir-se als federals liderats per José Gervasio Artigas.
Artigas el va adoptar legalment, el que va permetre que Andresito pogués rebre ascensos, com un oficial de l'exèrcit.
Cap a finalsde 1812, ja com a comandant de Las Misiones Occidentales, Andrés Guazurarí va assolir desallotjar les tropes paraguaianes que havien ocupat el departament de la Candelaria (situat al sud-oest de l'actual província argentina de Misiones). Aquesta actitud s'explica per la desconfiança respecte a l'actitud paraguaiana en la guerra per l'emancipació tant respecte a Espanya com davant la creixent ingerència del Regne Unit de Portugal, el Brasil i l'Algarve i l'expansió del Brasil.

### La defensa davant els lusobrasilers
Andresito Guazurarí va ser el principal capità en la defensa argentina dels extensos territoris situats entre el riu Paraná (a l'oest) i el riu Jacuí (a l'est) durant les invasions lusobrasileres. El 1815 va vèncer els invasors a La Candelaria (prop de l'actual ciutat de Posadas), alliberant després Santa Ana, San Ignacio Miní i Corpus. El setembre del 1816 va creuar el riu Uruguai a Itaquí; va derrotar novament les tropes brasileres, assolint així alliberar gran part de les Misiones Orientales, en l'extensió anomenada El Tapé («el camí», en guaraní, en aquest cas, «el camí cap als ports de l'Atlàntic»). Novament victoriós en la batalla de Rincón de la Cruz, va posar setge a la seva ciutat natal, però els reforços que van arribar a auxiliar els defensors el va obligar a retirar-se novament darrere del riu Uruguai.

Les Misiones Occidentales abans de la invasió lusobrasilera de 1819.
Les Misiones Orientales durant les guerres d'independència i contra la invasió lusobrasilera (1811-1819)
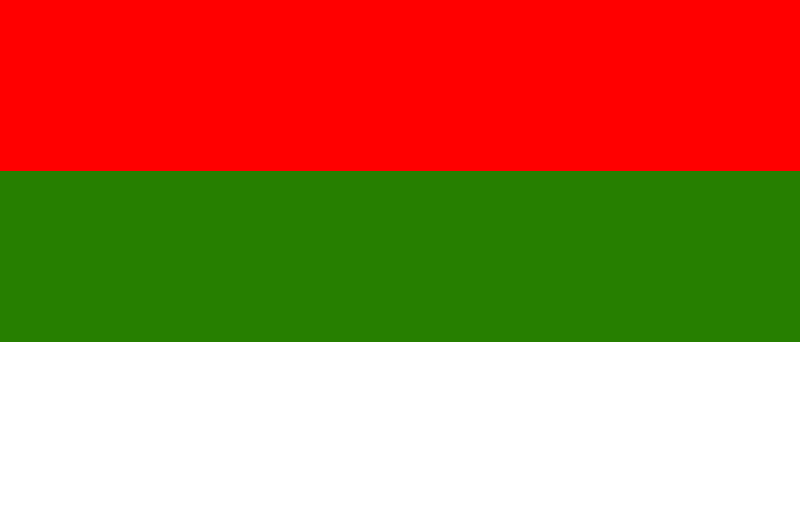
Bandera federal que usava Andresito Guazurarí durant els combats

Els lusobrasilers van passar novament a l'ofensiva, avançant pel riu Aguapey. El 17 de gener de 1817, per ordres de governador de Rio Grande dol Sul, al comandament de Francisco das Chagas Santos, van envair les missions mesopotàmiques, saquejant i destruint les poblacions de la La Cruz, Yapeyú, Santo Tomé, Santa María, Mártires, San José, San Ignacio Miní, Apóstoles, i San Carlos. No obstant això, Guazurarí els va fer front a aquestes últimes dues places, derrotant-los i obligant-los a retirar-se. La situació li va permetre passar a la contraofensiva tenint com a principals lloctinents a Francisco Javier Sití, Matías Abacú i Mariano Mverá, avançant fins a reconquerir San Francisco de Borja i gran part de les Misiones Orientales.
En aquestes circumstàncies, el Comandant General de Missiones Andrés Guazurarí (càrrec per al qual havia estat designat a finals de 1814 pel líder de la Lliga dels Pobles Lliures, José Gervasio Artigas), al març de 1817, va fundar a la riba del riu Miriñay la nova capital de Misiones: Nuestra Señora de la Asunción del Cambay. A principis de maig, Guazurarí va recuperar tot el territori abandonat per portuguesos i paraguaians, i després va derrotar das Chagas Santos, qui havia tornat a envair Misiones, en Apóstoles, el 2 de juny de 1817.

### La última campanya

Mapa de l'Argentina (1821)

Entre 1818 i 1819, Guazurarí va atendre el front intern per indicació d'Artigas. Va marxar sobre Corrientes, caiguda en mans de militars afins al poder central porteny, va expulsar els unitaris i va reposar al governador Juan Bautista Méndez amb l'ajut de la flotilla del corsari irlandès Peter Campbell i 2000 guaranís de les antigues missions. Fins al 1819 exerciria el govern militar de la província, propiciant una reforma agrària i alliberant a esclaus aborígens i negres. L'abril del 1819, Guazurarí va ocupar els pobles missioners de San Nicolás i San Luis Gonzaga, de manera que els lusobrasilers van contraatacar. Guazurarí era l'únic cabdill preparat per enfrontar-los, pel que va avançar fins a la frontera i va intentar assetjar a Chagas Santos. Els brasilers, recolzats per tropes fresques nouvingudes de Porto Alegre i Alegrete, el van sorprendre el 6 de juny de 1819 al pas d'Itacurubí del riu Camacuá (combat d'Itacurubí). La desigual trobada va ser desastrosa per a les forces de Guazurarí; molts dels seus homes, entre ells el ruvichá Vicente Tiraparé, van morir en combat i es va veure obligat a abandonar el camp de batalla, amb la idea de tornar a formar les seves tropes en la marge occidental del riu Uruguai. No obstant això, va ser fet presoner pels brasilers quan intentava travessar el riu Uruguai el 24 de juny de 1819.
Va ser enviat embolicat en una pell de cuir cru (la qual a l'assecar-se li dificultava la respiració) a la presó de Porto Alegre, i d'aquí a Rio de Janeiro. Es creu que va morir presoner en les masmorres de la Ilha das Cobres (illa de les Cobres), probablement en 1821. El mateix any de la seva derrota es va signar a Montevideo l'anomenat Tractat del Fanal, pel qual els nascuts a la Banda Oriental que van abandonar a José Gervasio Artigas i van passar a formar part del probrasiler Club de el Baró (antecedent del Partit Colorado) cedien les Misiones Orientales al ja regne del Brasil a canvi de la construcció d'un far a l'illa de Flores.
El lliurament de les Misiones, així com la Banda Oriental (avui República de l'Uruguai), van ser part de l'acord pel qual el Brasil va annexionar territoris i Buenos Aires va eliminar el seu principal focus federal de resistència al seu centralisme. Artigas, amb les restes del seu exèrcit, va anar al Paraguai el 1820 per a demanar asil, i ja no va tornar.

## El seu llegat

### A l'Argentina

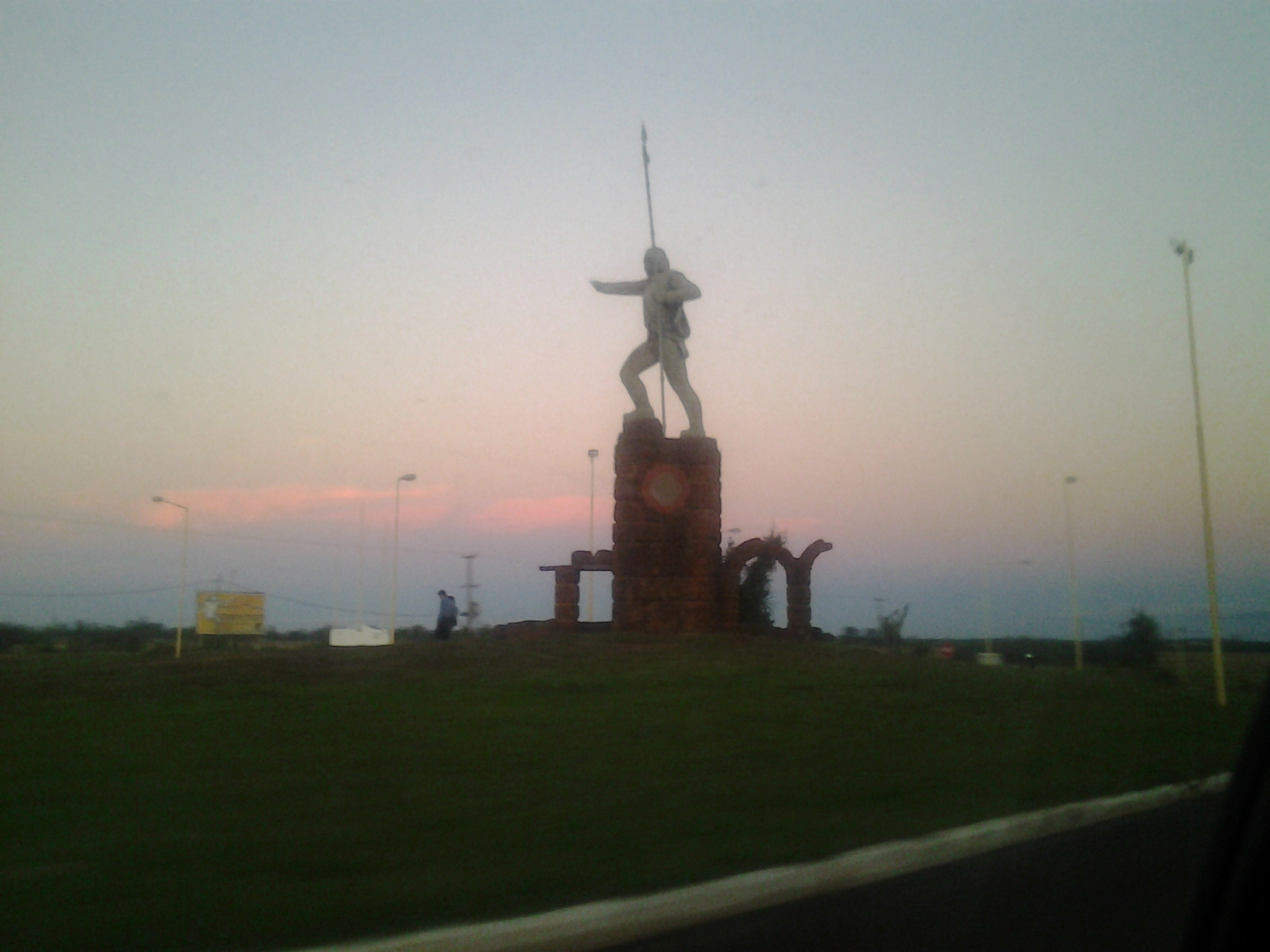
Monument a Guazurarí en Santo Tomé, en la província de Corrientes, prop del Pont de la Integración

Una ciutat al nord-est de l'actual província argentina de Misiones li homenatja tenint-li com epònim: Comandante Andresito. A prop d'aquesta localitat, el Pont Internacional Comandant Andresito creua el riu San Antoni, unint-la amb Brasil.
El 2003 l'estadi del club Crucero del Norte de la ciutat de Posadas (província de Misiones) va ser batejat Andrés Guacurarí [sic, per Guazurarí] en homenatge seu.
En Posadas, la Llei VI n. 155 (del 5 de juliol de 2012) va declarar «pròcer missioner al comandant general Andrés Guacurarí [sic, per Guazurarí] i Artigas».
El 28 de setembre de 2012, a la ciutat de San Cosme (província de Corrientes) es va canviar el nom d'un carrer (anomenada Conquesta del Desert) per Andrés Guacurarí (sic, per Guazurarí).
El 29 de juny de 2014, mitjançant la Resolució n. 1.136, el llavors intendent de la Ciutat de Corrientes, l'enginyer Fabián Ríos, va promulgar l'Ordenança n. 6.266, a partir de la qual es va adherir la ciutat a la Llei Nacional núm 27.116 que va declarar Heroi Nacional i General (post mortem) a l'anomenat «Comandante Andresito». Al mateix temps i en el seu honor, va ser erigida en la capçalera Sud de l'Avinguda Costanera d'aquesta ciutat, un colós de ferro realitzat per artesans del moviment «Cultura Vallese», en la qual està representada la figura del general Andrés Guazurarí.
El 17 de desembre de 2014, se sanciona la Llei 27.117, on en l'article del 1r s'estableix que es pren la data 30 de novembre com el «Dia Nacional del Mate» en commemoració del naixement d'Andrés Guacurarí [sic, per Guazurarí] i Artigas, a finalitat de promoure el reconeixement permanent dels costums de l'Argentina.

### A l'Uruguai
A l'Uruguai, la Ruta 4 porta el nom d'Andrés Artigas.
En el departament de Flores existeix un poble anomenat Andresito.
A la ciutat de Montevideo existeix el carrer Andresito Guacarari [sic, per Guazurarí].
També a l'Uruguai, l'Escola rural núm. 54, en Rancheríos de Ponce (localitat situada en el departament de Canelones) es diu «Coronel Andrés Guacararí [sic, per Guazurarí] Andresito».
A la ciutat de Rivera, l'escola núm. 45 es diu «Andresito». També el carrer en la qual està situada la mateixa es diu «Andresito», totes dues en homenatge al Comandant Andrés Guazurarí.

### Recerca infructuosa de les seves restes
La província de Misiones va emetre un decret perquè s'investigui el parador del seu cos i es repatriïn les seves restes. El diputat Iturrieta, a la sala Delia Parodi de la Cambra de Diputats de la Nació Argentina, va comunicar que el 21 de novembre de 2008, la Comissió de Legislació General va dictaminar, per unanimitat, que «es consideri el reconeixement del grau militar del comandant general Andrés Guaçurarý (o Andrés Guazurarí) i sigui reivindicat en la història de l'emancipació, com així també, la creació d'una comissió especial amb l'objectiu de repatriar les restes de l'heroi missioner».

### DocumentalBuscant al comandant Andresito
El 2011 es va estrenar el documental argentí Buscando al comandante Andresito (Buscant al comandant Andresito), narrat i protagonitzat pel cantautor Víctor Heredia. En el mateix, Heredia viatja buscant les petjades d'Andrés Guazurarí a les terres de Corrientes i Misiones, mentre que intenta desxifrar per què la història oficial va voler esborrar el seu nom de la memòria del poble argentí. La pel·lícula va ser produïda per l'empresa Payé Cine, i compta amb la participació del destacat historiador Norberto Galasso.

## Ascens a General«post mortem»
A l'Argentina, el 1r d'abril de 2014, la presidenta Cristina Fernández de Kirchner el va ascendir post mortem a General de l'Exèrcit Argentí.
De la mateixa manera, a l'Uruguai, a iniciativa de Tabaré Vázquez, li va ser conferit el grau de General de l'Exèrcit uruguaià l'any 2016.

## Dia d'Andresito Guazurarí
El 30 de novembre va ser instituït com el Dia Nacional del Mate a l'Argentina, en commemoració del naixement d'Andrés Guazurarí Artigas.